# Чемодановский сельсовет (Липецкая область)
Чемодановский сельсове́т — сельское поселение в Становлянском районе Липецкой области. 
Административный центр — деревня Чемоданово.

## История
В соответствии с законами Липецкой области №114-оз от 02.07.2004 и №126-оз от 23.09.2004 сельсовет наделён статусом сельского поселения, установлены границы муниципального образования.
Решением Липецкого облисполкома от 11 ноября 1983 г. образован Чемодановский
сельсовет путем разукрупнения Ламского сельсовета.

## Население
| 2010 | 2012 | 2013 | 2014 | 2015 | 2016 | 2017 |
| ---- | ---- | ---- | ---- | ---- | ---- | ---- |
| 461  | ↘443 | ↘431 | ↘430 | ↘429 | ↘421 | ↘416 |
| 2018 | 2021 |      |      |      |      |      |
| ↘405 | ↘290 |      |      |      |      |      |

## Состав сельского поселения
| № | Населённый пункт | Тип населённого пункта          | Население |
| - | ---------------- | ------------------------------- | --------- |
| 1 | Вишневая         | деревня                         | 115       |
| 2 | Глумово          | деревня                         | 35        |
| 3 | Чемоданово       | деревня, административный центр | 302       |
| 4 | Шевяковка        | деревня                         | 9         |

### Упразднённые населённые пункты
Садовая — упразднённая в 2001 году деревня.